# آبگل (فیروزآباد)
آبگل (فیروزآباد)، روستایی از توابع بخش میمند شهرستان فیروزآباد در استان فارس ایران است. شغل بیشتر مردم این روستا کشاورزی (انگور، انجیر) و دامپروری (زنبور عسل) می‌باشد

## جمعیت
این روستا در دهستان پرزیتون قرار دارد و براساس سرشماری مرکز آمار ایران در سال ۱۳۸۵، جمعیت آن ۱٬۵۷۹ نفر (۳۵۶خانوار) بوده‌است.